# Vårtbjörnbär
Vårtbjörnbär (Rubus hadracanthos) är en rosväxtart som beskrevs av Gottlieb Braun. Enligt Catalogue of Life ingår Vårtbjörnbär i släktet rubusar och familjen rosväxter, men enligt Dyntaxa är tillhörigheten istället släktet rubusar och familjen rosväxter. Arten har ej påträffats i Sverige. Inga underarter finns listade i Catalogue of Life.